# Regnum Marianum
Regnum Marianum je hudební album skupiny Kárpátia. Vydáno bylo v roce 2009.

## Seznam skladeb
1. Rongyos gárda (4:28)
2. Nem engedünk '48-ból (3:28)
3. Csendes a Don (3:39)
4. Hol vagytok székelyek? (3:39)
5. Pálinka (2:55)
6. Hősök (4:20)
7. Nem eladó (4:15)
8. Erdély szabad (3:10)
9. Jó lenne (3:27)
10. Neveket akarok hallani (3:57)
11. Hallottam nagy hírét (2:23)
12. Abból a fából (3:49)
13. Altató (4:59)